# Mondéjar
|  | Per a altres significats, vegeu «Alonso de Mondéjar». |

Mondéjar és un municipi de la província de Guadalajara, a la comunitat autònoma de Castella-La Manxa.
| 1991 | 1996 | 2001 | 2004 |
| ---- | ---- | ---- | ---- |
| 2095 | 2114 | 2223 | 2500 |

## Fills il·lustres
- Alonso Sánchez (jesuïta). Missioner a Mèxic, Filipines i a la Xina.